# Lomnička (Plesná)
Lomnička (německy Steingrub) je vesnice, část města Plesná v okrese Cheb v Karlovarském kraji. Nachází se asi 2,5 kilometru východně od Plesné. V roce 2011 zde trvale žilo 94 obyvatel.
Lomnička leží v katastrálním území Lomnička u Plesné o rozloze 3,08 km².

## Historie
První písemná zmínka o vesnici pochází z roku 1348. Je poprvé uváděna na jedné listině z roku 1348, kdy koupil rytíř Rüdiger ze Sparnecku od kláštera Waldsassen východní a střední část Lubského újezdu devatenáct obcí včetně Lomničky. Až do roku 1444 spadala vesnice pod farnost Křižovatka (Klinghart), později pod Kopaninu (Frauenreuth), roku 1697 byla přidělena k faře Nový Kostel (Neukirchen). Od roku 1895 spadala pod farní správu Lubů. V okolních lomech se těžil pískovec s obsahem železné rudy. V roce 1516 se v listinách objevuje zmínka o kovářském mistru Hannemannovi. Povozy se dopravovala železná ruda z Lomničky do Nejdku. Ještě roku 1784 je v listině o lénech uváděna „Lomnička včetně hamru“. Hamr byl na začátku 19. století zatlačen přicházejícím textilním průmyslem, mlýny přestavěny na přádelnu, později tkalcovnu. V polovině 19. století začaly vyrůstat v Aši, Hazlově a Plesné nové továrny a malé dílny v Lomničce zanikaly. Už v roce 1750 byla v Lomničce škola. Budova školy byla v roce 1875 zvětšena z původních dvou na tři třídy.
Roku 1793 se do vesnice přistěhovali Židé a založili židovskou kulturní obec a židovskou školu. Roku 1822 byl založen židovský hřbitov a modlitebna. Židovská kulturní obec byla roku 1895 rozpuštěna. Roku 1901 opustil Lomničku poslední Žid. V roce 1892 se započalo se stavbou kostela, ale během stavby došly peníze a stavbu převzalo panství Hartenberg. Stavba kostela byla dokončena roku 1895 a kostel byl zasvěcen Srdci Krista Ježíše.
V letech 1764 až 1767 vznikl ve vesnici zámek, panské sídlo, který měl částečně nahradit starší zámeckou budovu v Lesné. Menší zámecká budova čtvercového půdorysu byla v roce 1842 zvětšena. Kolem budovy protékal potok Rokytník, jižně od zámku na něm stával mlýn. Roku 1968 byla bez povolení průzkumu budova zámku demolována.

## Obyvatelstvo
Při sčítání lidu v roce 1930 zde žilo 685 obyvatel, z nichž bylo 7 Čechoslováků, 675 Němců a tři cizinci. K římskokatolické církvi se hlásilo 647 obyvatel, k evangelické církvi 36 obyvatel a dva byli bez vyznání.
| Rok            | 1869 | 1880 | 1890 | 1900 | 1910 | 1921 | 1930 | 1950 | 1961 | 1970 | 1980 | 1991 | 2001 | 2011 | 2021 |
| -------------- | ---- | ---- | ---- | ---- | ---- | ---- | ---- | ---- | ---- | ---- | ---- | ---- | ---- | ---- | ---- |
| Počet obyvatel | 588  | 551  | 534  | 650  | 682  | 614  | 685  | 242  | 170  | 115  | 112  | 92   | 88   | 94   | 89   |
| Počet domů     | 80   | 79   | 81   | 82   | 86   | 88   | 99   | 91   | 83   | 33   | 36   | 38   | 41   | 41   | 44   |

## Obecní správa
Při sčítání lidu v letech 1869–1950 Lomnička byla samostatnou obcí v okrese Cheb. Od roku 1965 je částí města Plesná v okrese Cheb.

## Doprava
Po dokončení železniční trati z Tršnic do Lubů v roce 1900 byla vybudována silnice z Plesné do Lomničky s pokračováním do Nového Kostela.

## Pamětihodnosti
- Židovský hřbitov v lese nad vesnicí, k němuž vede místní naučná stezka.
- Kostel Nejsvětějšího srdce Páně
- Smírčí kříž (kulturní památka)

## Osobnosti
Ve vesnici se 29. března 1819 narodil Isaac Mayer Wise, zakladatel reformního judaismu v Americe.

## Galerie

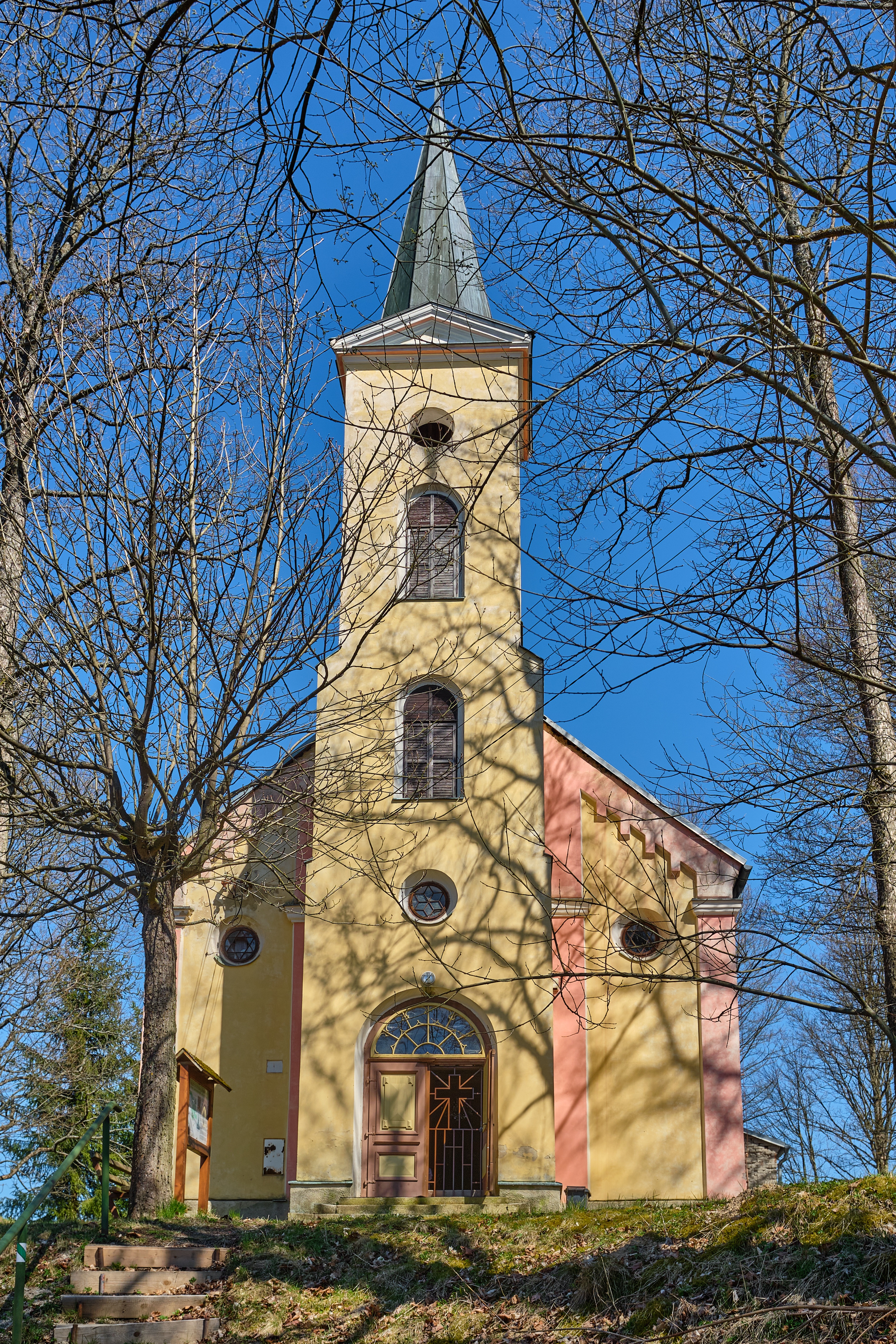
Kostel Nejsvětějšího srdce Páně
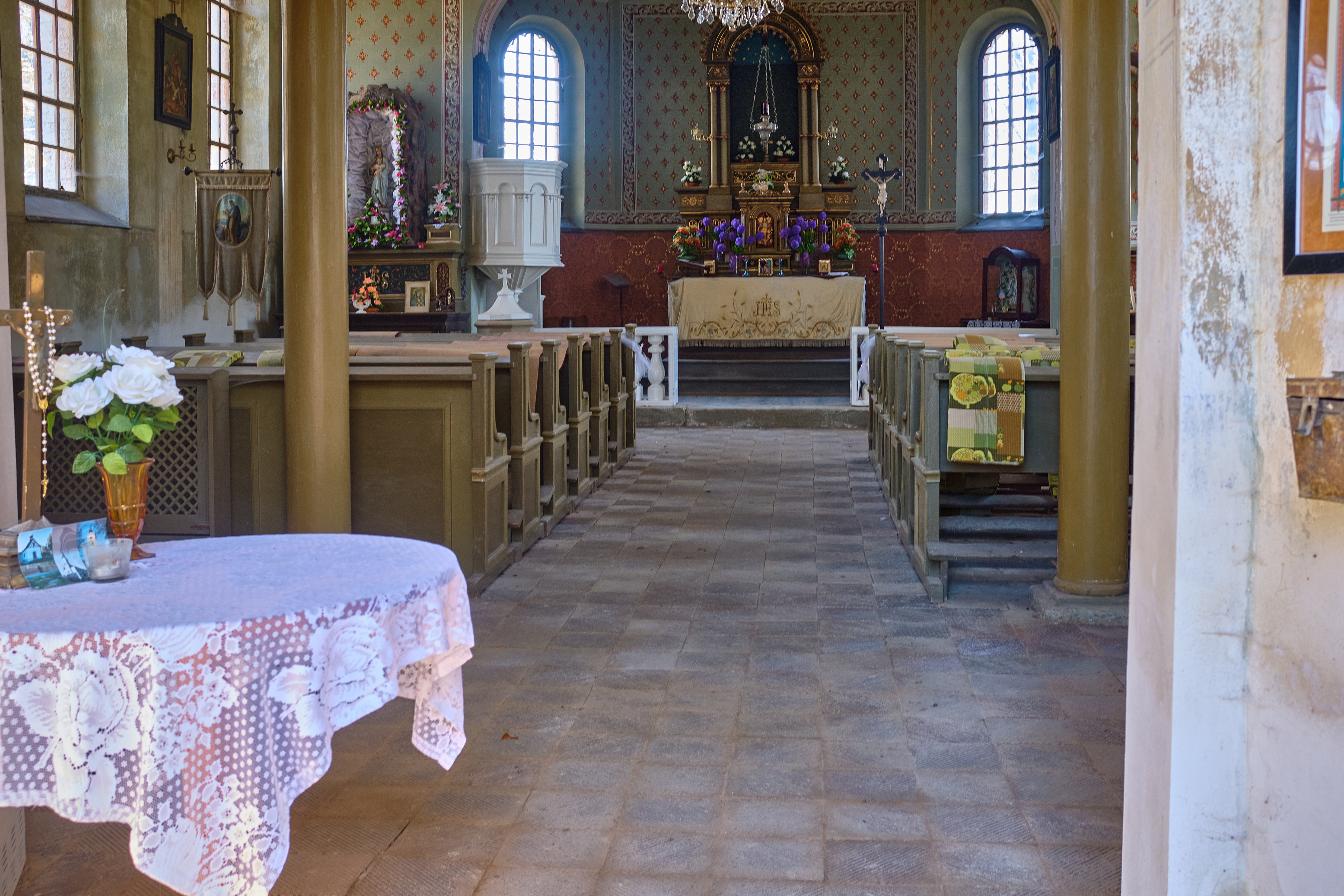
Interiér kostela
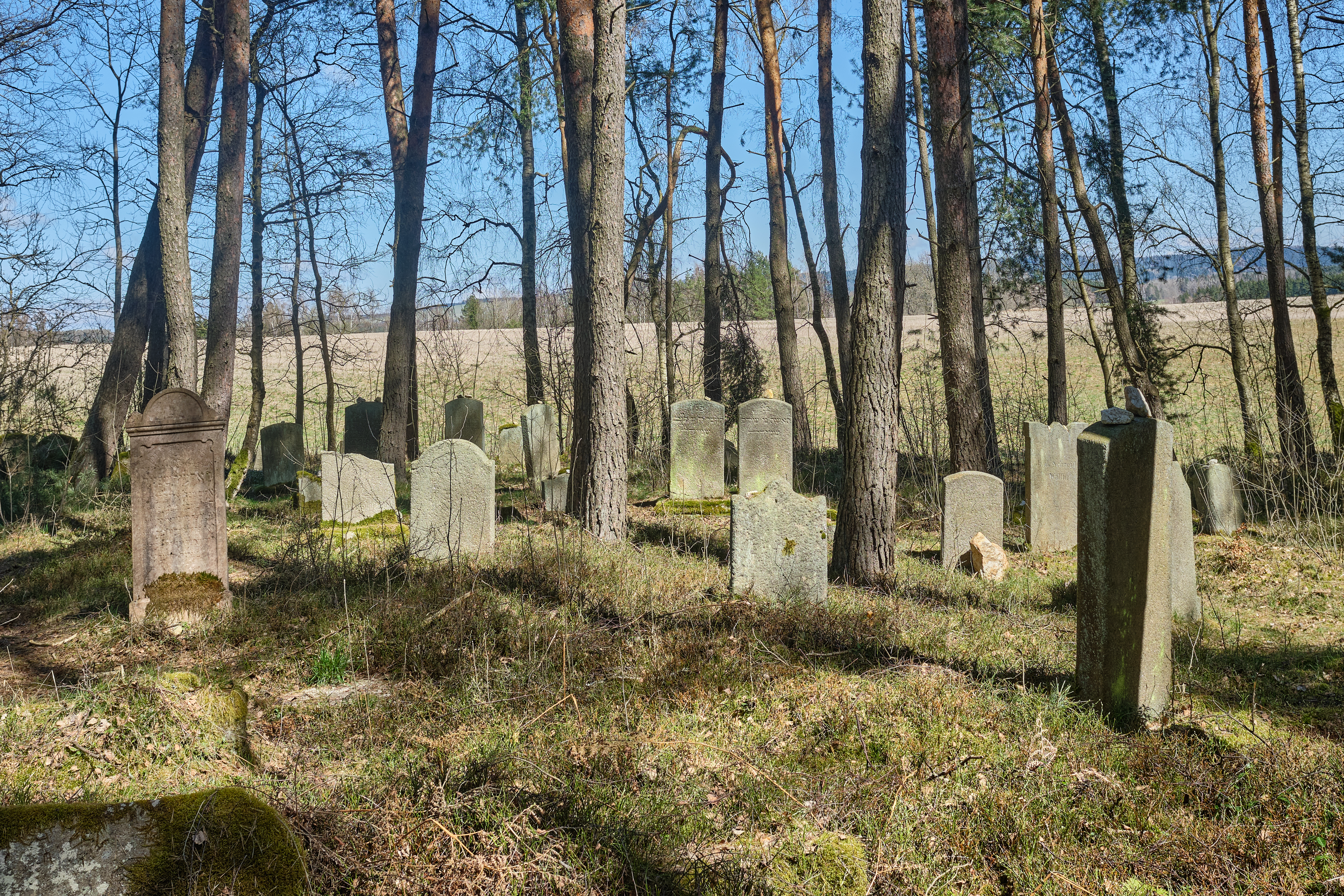
Židovský hřbitov
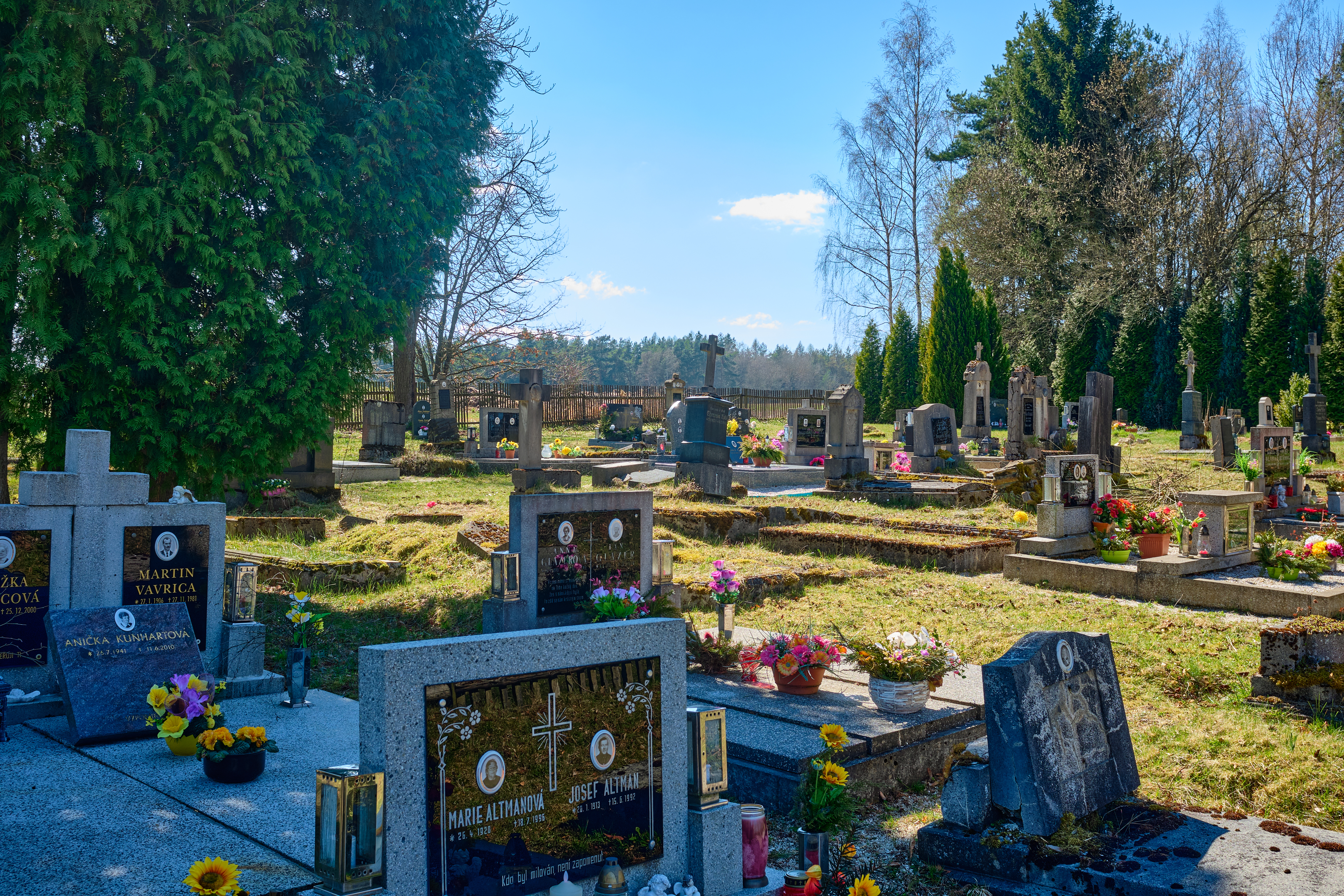
Obecní hřbitov
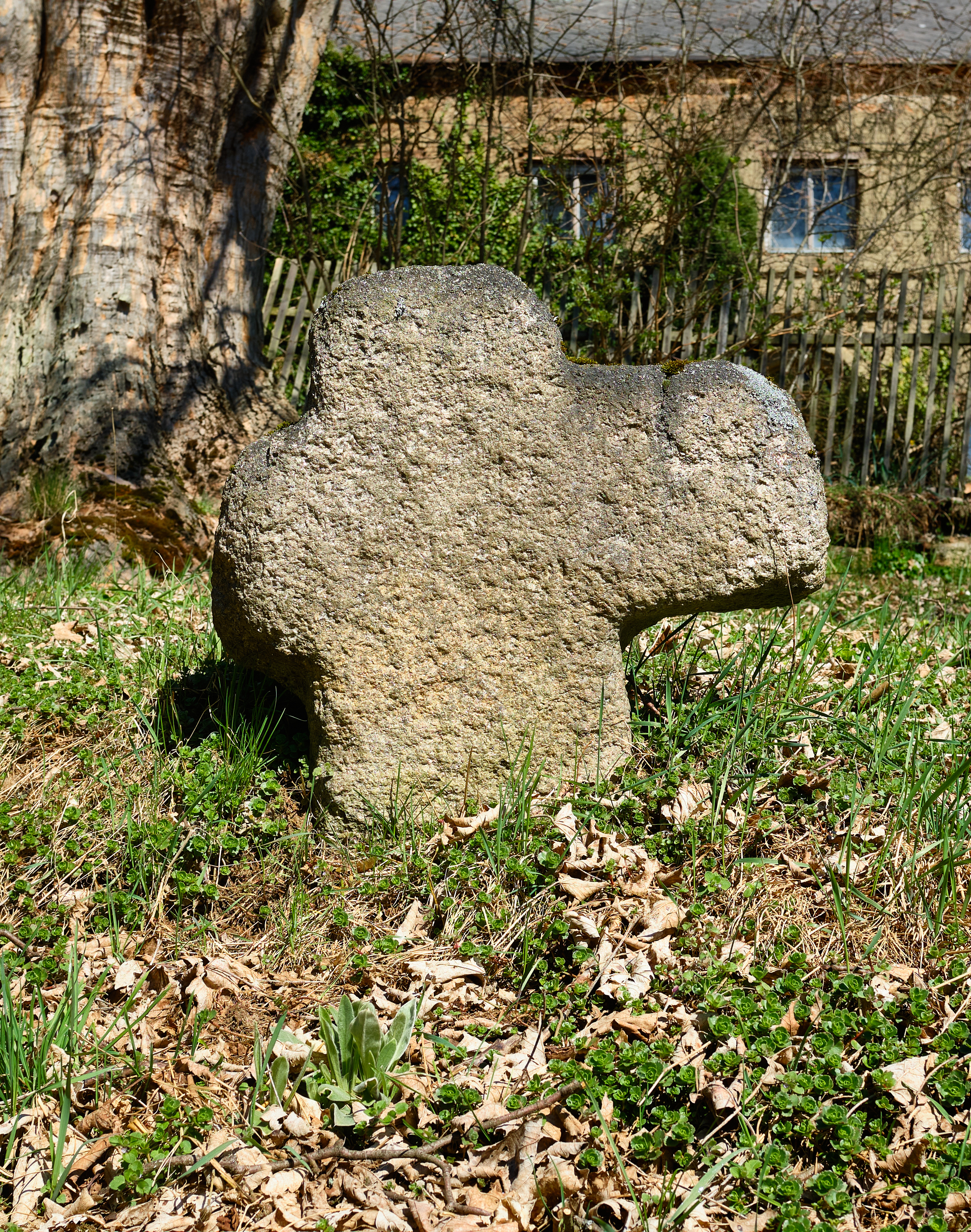
Smírčí kříž
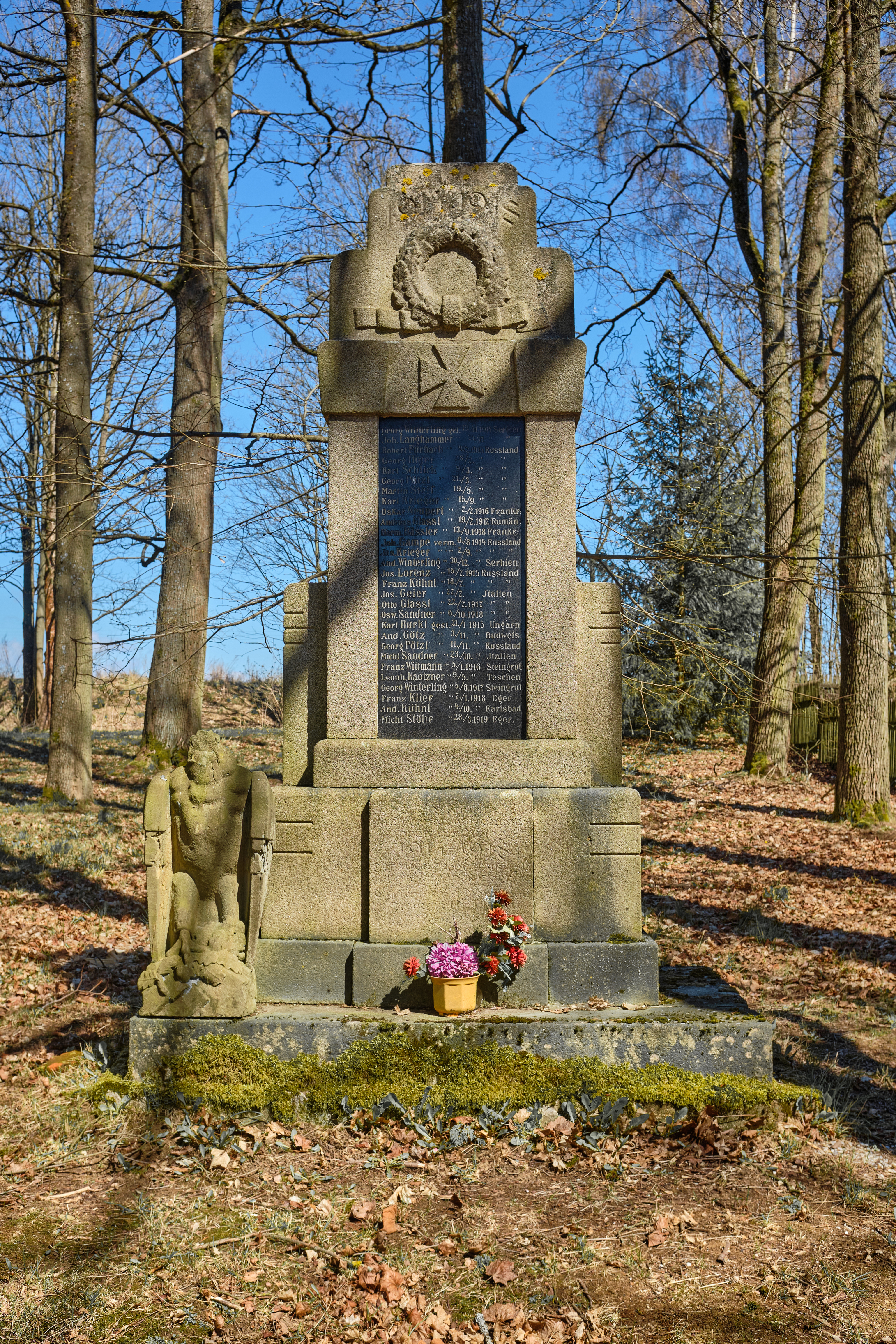
Pomník obětem první světové války
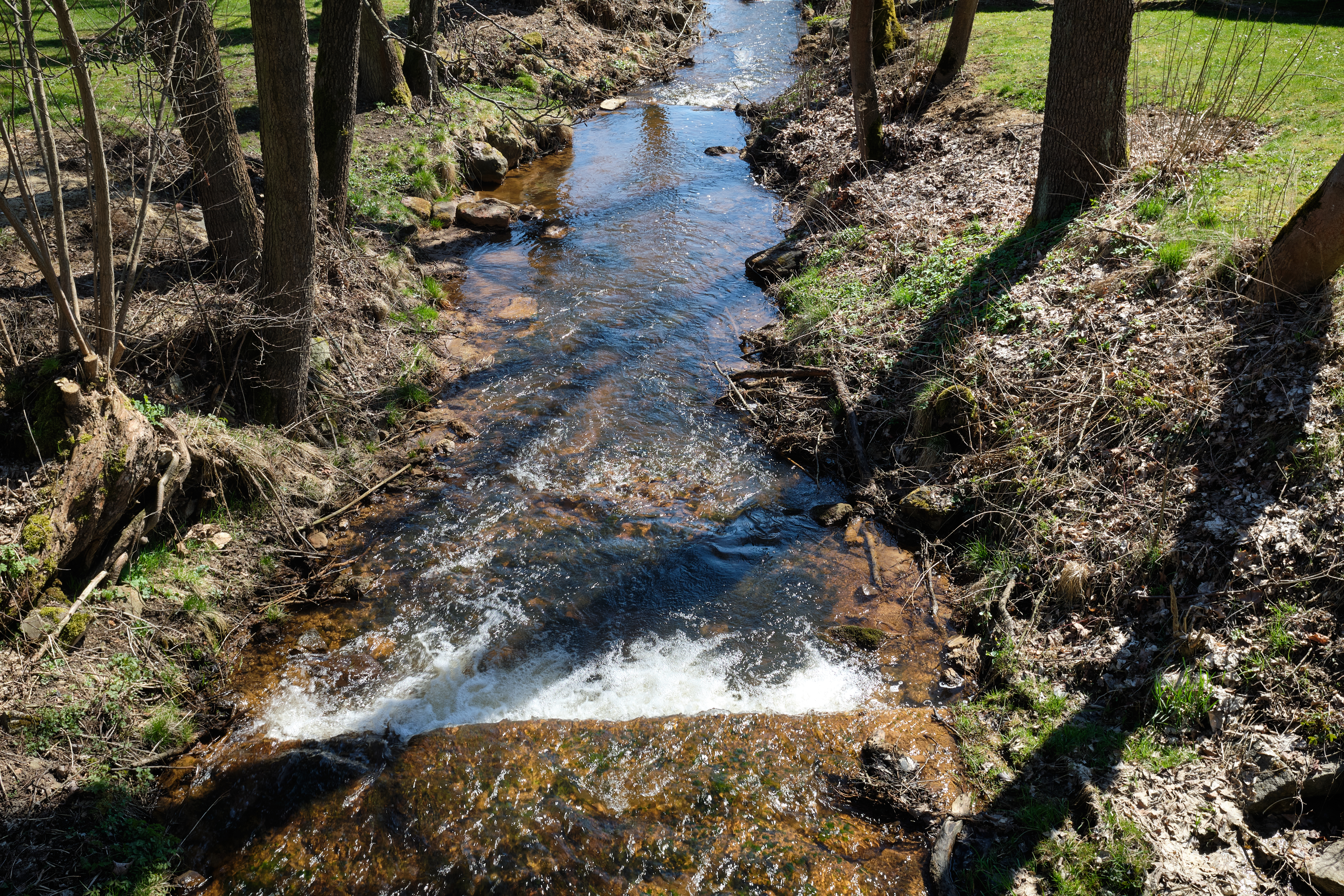
Pstruhový potok v Lomničce